# Изола Рица
Ѝзола Рѝца (на италиански: Isola Rizza; на венециански: Ixoła Rissa, Изола Риса) е малко градче и община в Северна Италия, провинция Верона, регион Венето. Разположено е на 23 m надморска височина. Населението на общината е 3284 души (към 2015 г.).